# 克里斯蒂安·斯圖亞尼
克里斯蒂安·里卡多·斯圖亞尼·古爾貝諾（西班牙語：Cristhian Ricardo Stuani Curbelo；1986年10月12日—）是一位烏拉圭足球運動員。在場上的位置是前鋒。現效力於西甲球隊赫罗纳。他曾代表烏拉圭國家足球隊參賽，入選了2014年世界杯烏拉圭隊大名單。

## 榮譽
多瑙河
- 烏拉圭足球甲級聯賽冠軍 : 2004

## 外部連結
- 克里斯蒂安·斯圖亞尼在BDFutbol中的档案
- 克里斯蒂安·斯圖亞尼在 National-Football-Teams.com 上的出场纪录
- 克里斯蒂安·斯圖亞尼 – FIFA國際賽競賽紀錄 (存檔)